# Усть-Каначуль
Усть-Каначуль— село в Ирбейском районе Красноярского края, административный центр Усть-Каначульского сельсовета.

## География
Находится в примерно в 22 километрах по прямой на север от районного центра села Ирбейское.

## Климат
Климат резко континентальный, с продолжительной морозной зимой и коротким тёплым летом. Средняя температура воздуха самого тёплого месяца (июля) составляет 18,3°C (абсолютный максимум — 38°C); самого холодного (января) — −21,1°C (абсолютный минимум — −60°C). Продолжительность безморозного периода составляет в среднем 90 дней. Среднегодовое количество атмосферных осадков составляет 484 мм, из которых 367 мм выпадает в период с апреля по октябрь. Снежный покров держится в течение 170 дней.

## История
Село основано в 1854 году выходцами из Вятской губернии.

## Население
Постоянное население составляло 244 человека в 2002 году (97% русские),  156 в 2010.